# وای-فای دایرکت
وای-فای دایرکت (Wi-Fi Direct) (که قبلاً Wi-Fi Peer-to-Peer نامیده می‌شد) یک استاندارد وای-فای برای اتصالات بی‌سیم همتابه‌همتا است که به دو دستگاه اجازه می‌دهد یک اتصال وای-فای مستقیم بدون یک نقطهٔ دسترسی بی‌سیم واسطه، روتر یا اتصال به اینترنت، ارتباط برقرار کنند.
وای‌فای دایرکت برای موارد متعددی از مرور اینترنت گرفته تا انتقال فایل و برقراری ارتباط با یک یا چند دستگاه به‌طور همزمان با سرعت معمولی وای-فای مورد استفاده است. یکی از مزیت‌های وای-فای دایرکت امکان اتصال دستگاه‌ها از برندهای مختلف است. تنها یکی از دستگاه‌های دارای وای-فای باید با وای-فای دایرکت سازگار باشد تا یک اتصال همتابه‌همتا برقرار کند که داده‌ها را مستقیماً بین آن‌ها منتقل می‌کند.

## وضعیت کنونی
وای‌فای دایرکت اکنون به یک ویژگی استاندارد در تلفن‌های هوشمند و پخش‌کننده‌های رسانهٔ قابل حمل و همچنین در تلفن‌های همراه تبدیل شده است. روند افزودن وای-فای به دستگاه‌های کوچک‌تر تسریع شده است و اکنون می‌توان چاپگرها، دوربین‌ها، اسکنرها و بسیاری از دستگاه‌های رایج دیگر را علاوه بر سایر روش‌های اتصال، مانند یواس‌بی، با وای-فای نیز متصل کرد.
پذیرش گستردهٔ وای-فای در کلاس‌های جدید دستگاه‌های کوچک‌تر، نیاز به شبکه‌های موقت را بسیار مهم‌تر کرد. حتی بدون هاب وای-فای مرکزی یا روتر، برای یک لپ‌تاپ مفید است که بتواند به‌صورت بی‌سیم به یک چاپگر محلی متصل شود. اگرچه حالت ad hoc برای رفع این نوع نیاز ایجاد شده است، فقدان اطلاعات اضافی برای کشف، استفاده از آن را در عمل دشوار می‌کند.
اگرچه سیستم‌هایی مانند UPnP و Bonjour بسیاری از قابلیت‌های مورد نیاز را ارائه می‌کنند و در برخی از دستگاه‌ها گنجانده شده‌اند، استاندارد واحدی که به‌طور گسترده پشتیبانی شود وجود نداشت.
وای-فای دایرکت می‌تواند یک اتصال بی‌سیم به دستگاه‌های جانبی ایجاد کند. ماوس‌های بی‌سیم، صفحه‌کلید رایانه، دستگاه‌های کنترل از راه دور، هدست، بلندگو، نمایشگر و بسیاری از عملکردهای دیگر را می‌توان با وای-فای دایرکت اجرا کرد. این کاربردها با ماوس‌های وای-فای و دستگاه‌های کنترل از راه دور وای-فای در نوامبر ۲۰۱۲ آغاز شد.
برنامه‌های اشتراک‌گذاری فایل مانند شریت در دستگاه‌های اندروید و بلک‌بری ۱۰ می‌توانند از وای-فای دایرکت استفاده کنند.
استاندارد پخش آینه‌ای برای اتصال بی‌سیم دستگاه‌ها به نمایشگرها مبتنی بر وای-فای دایرکت است.

## اطلاعات تکنیکی

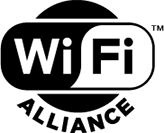
وای فای

وای-فای دایرکت اساساً یک نقطهٔ دسترسی نرم‌افزاری (" Soft AP ") را در هر دستگاهی که باید دایرکت را پشتیبانی کند تعبیه می‌کند.
هنگامی که دستگاهی وارد محدودهٔ میزبان وای-فای دایرکت می‌شود، می‌تواند به آن متصل شود و سپس اطلاعات راه‌اندازی را با استفاده از انتقال به سبک راه‌اندازی محافظت‌شده جمع‌آوری کند. اتصال و راه‌اندازی آن‌قدر ساده شده است که ممکن است در برخی شرایط جایگزین بلوتوث شود.

## تجاری‌سازی

### لپ‌تاپ‌ها
اینتل وای-فای دایرکت را در پلتفرم سنترینو ۲ در فناوری «مای وای-فای» (My WiFi) خود تا سال ۲۰۰۸ گنجاند. دستگاه‌های وای-فای دایرکت می‌توانند به یک رایانهٔ نوت‌بوک که نقش یک نرم‌افزار نقطهٔ دسترسی (AP) را ایفا می‌کند متصل شوند. سپس رایانهٔ نوت‌بوک می‌تواند دسترسی اینترنت را به دستگاه‌های دارای وای-فای دایرکت بدون نقطهٔ دسترسی وای-فای فراهم کند. گروه فناوری مارول، آتروس، برودکام، اینتل، رالینک و ریلتک نخستین محصولات خود را در اکتبر ۲۰۱۰ اعلام کردند چیپست Redpine Signals در نوامبر همان سال گواهی وای-فای دایرکت را دریافت کرد.

### دستگاه‌های موبایل

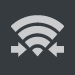
نمادی برای نشان دادن عملکرد وای-فای دایرکت در اندروید

گوگل پشتیبانی از وای-فای دایرکت را در اندروید ۴٫۰ در اکتبر ۲۰۱۱ اعلام کرد درحالی‌که برخی از دستگاه‌های اندروید ۲٫۳ مانند سامسونگ گلکسی اس۲ این ویژگی را از طریق برنامه‌های افزودنی سیستم عامل اختصاصی توسعه‌یافته توسط OEMs داشتند، گلکسی نکسوس (منتشر شده در نوامبر ۲۰۱۱) نخستین دستگاه اندرویدی بود که با پیاده‌سازی این ویژگی توسط گوگل و یک API برای توسعه‌دهندگان عرضه شد. Ozmo Devices، که مدارهای مجتمع (تراشه) طراحی‌شده برای وای-فای دایرکت را توسعه داد، توسط اتمل در سال ۲۰۱۲ خریداری شد.
وای-فای دایرکت با ارتقاء بلک‌بری ۱۰٫۲ در دسترس قرار گرفت.
تا تاریخ مارس ۲۰۱۶ هیچ دستگاه آی‌فونی وای-فای دایرکت را پشتیبانی نمی‌کند، در عوض، آی‌اواس ویژگی اختصاصی خود را دارد، یعنی اتصال چندطرفه اپل. این پروتکل و سایر پروتکل‌ها در ویژگی ایر دراپ استفاده می‌شود که برای انتقال فایل‌های بزرگ بین دستگاه‌های اپل با استفاده از فناوری مشابه (اما اختصاصی) به وای-فای استفاده می‌شود

### کنسول‌های بازی
ایکس‌باکس وان که در سال ۲۰۱۳ منتشر شد، از وای-فای دایرکت پشتیبانی می‌کند.
کنترلر انویدیا شیلد از وای-فای دایرکت برای اتصال به دستگاه‌های سازگار استفاده می‌کند. انویدیا مدعی کاهش تأخیر و افزایش توان عملیاتی نسبت به کنترل‌کننده‌های بلوتوث رقیب است.